# Consulat de commerce de Buenos Aires

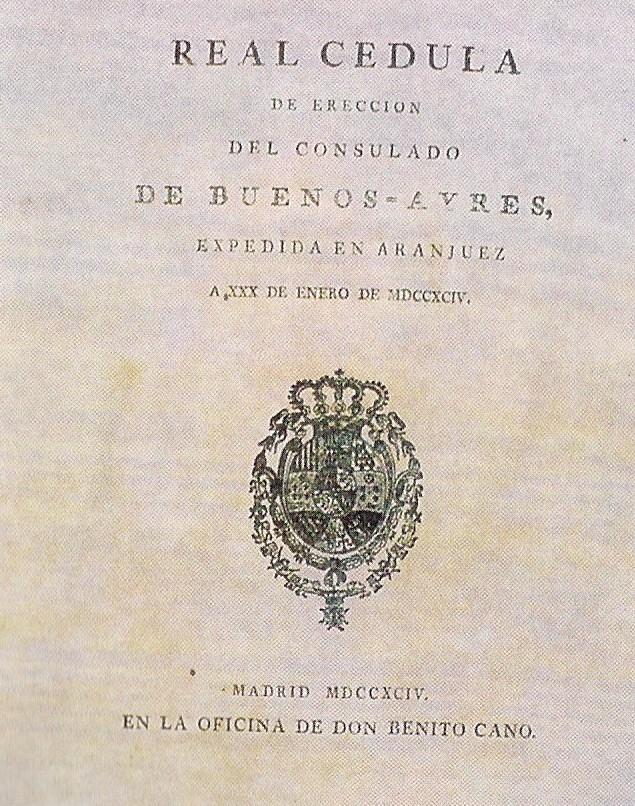
Cédule royale portant création du Consulat de commerce.

Le Consulat de commerce de Buenos Aires (en espagnol Consulado de Comercio de Buenos Aires) était un corps collégial chargé de régler les différends commerciaux et de stimuler l’économie de la Vice-royauté du Río de la Plata. Il comptait, avec le vice-roi, le Cabildo et les grandes organisations religieuses, parmi les principales institutions officielles de cette partie de l’Empire espagnol.

## Origine et finalités
Fondé en 1794 à la demande des commerçants locaux, le Consulat de commerce de Buenos Aires était un corps collégial qui, d’une part, faisait office de tribunal de commerce (dénommé à ce titre Tribunal de Justicia) et, d’autre part, agissait comme société d’encouragement de l’économie (dénommé à ce titre Junta de Gobierno). Le Consulat, qui dépendait directement de la couronne d'Espagne, était régi par les normes édictées par la Casa de Contratación de Séville, dont, au demeurant, le Consulat était la réplique. 
Il s’agissait, dans une large mesure, d’un comité de gens d’affaires, doté par le roi de compétences juridiques en matière commerciale, habilité à trancher des litiges et à examiner les requêtes des commerçants. Ses ressources financières provenaient des droits de douane (droit d’avarie, en esp. derecho de la avería), et avec le temps, ce pouvoir de contrôle douanier alla en augmentant. De fait, son syndic (c'est-à-dire son directeur) était, sur l’échelle du pouvoir politique dans la Vice-royauté, le troisième personnage en importance, après le vice-roi et le maire de Buenos Aires.
Le secrétaire du Consulat devait chaque année définir au moyen d’un Mémoire consulaire les moyens préconiser pour stimuler l’agriculture, encourager l’industrie et protéger l’activité commerciale de la région. Manuel Belgrano, secrétaire depuis sa fondation, se fixa comme objectif de transformer une région pauvre et sous-développée en une région riche et prospère. 
Dans son autobiographie, Manuel Belgrano note :
« Lorsque je sus que de tels corps [Consulats] n’avaient, dans leurs comités directeurs, d’autre objet que de pourvoir aux sociétés [d’encouragement] économiques qui traitaient d’agriculture, d’industrie et de commerce, un vaste champ s’ouvrit à mon imagination... Combien cela m’exalta, et que de visions favorables à l’Amérique eus-je, quand je fus chargé par le secrétariat de décrire les Provinces à travers mes mémoires, afin que l’on pût, connaissant l’état dans lequel elles se trouvaient, prendre les dispositions idoines pour leur bonheur... ! »

## Manuel Belgrano et le Consulat
Le premier et unique secrétaire du Consulat, Manuel Belgrano, dut agir avec circonspection quand il lui revint d'en assurer la direction. Une fois désigné Secrétaire perpétuel du Consulat, il définit les grandes lignes de son ptojet d’encouragement économique et les consigna dans un document qui est parvenu jusqu’à nous. Cependant, les objectifs du Consulat et ce qui pouvait être obtenu en faveur de la Vice-royauté s’écartaient nettement de ce qui était souhaitable. Dans un de ses écrits, Belgrano fit part de son étonnement et de son abattement : 
« ... Je ne puis dire suffisamment la surprise que j’eus lorsque je connus les hommes nommés par le Roi à la tête du comité directeur qui devait traiter d’agriculture, d’industrie et de commerce et pourvoir au bonheur des Provinces qui composaient la vice-royauté de Buenos Aires : tous en effet étaient des négociants espagnols ; à quelques exceptions près, ils ne savaient rien hors de leur commerce monopoliste, c'est-à-dire : acheter au prix de quatre pour vendre au prix de huit en toute sécurité ; en guise de démonstration de leurs connaissances et de leurs idées libérales en faveur du pays, comme de leur esprit de monopole tendant à ne jamais perdre de vue la direction à suivre pour s’enrichir, je rapporterai ici un fait propre à me dispenser pour le reste de toute charge de preuve. »
« Je cédai à l’abattement, et m’avisai que rien ne se ferait en faveur des Provinces par ces quelques hommes qui par souci de leurs intérêts particuliers reléguaient au second plan ceux du bien commun. »
Toutefois, au lieu d'adopter une position de franche opposition, qui aurait conduit seulement à ce qu’on lui eût imposé le silence, il adopta une attitude pédagogique, consentant dès lors à diverses louanges et génuflexions au Roi et aux autorités. Ses critiques néanmoins partaient toujours de l’écart entre la situation telle que constatée et dénoncée par lui (en apparence sans accuser personne ni aucun corps particulier) et ce qui eût dû être. 
Plusieurs années plus tard, après qu’il eut cessé son activité au Consulat pour endosser la responsabilité d'organiser l’armée, Belgrano envoya une brève missive au Consulat par laquelle il « annonç[ait] son grade militaire et sa solde afin que [fussent] versés jusqu’à cet instant seulement ses émoluments au titre de secrétaire du Consulat, titre à la détention duquel [il] ne renonç[ait] pas, celui-ci étant un honneur qu’[il] souhait[ait] garder à l’intérieur de ce corps », laissant entendre par là qu’il considérait sa carrière militaire comme une chose certes nécessaire, mais temporaire, et manifestant son désir de reprendre quelque jour son travail de soutien de l'économie au sein du Consulat.

## Ventura Miguel Marcó del Pont et le Consulat
La charge de syndic du Consulat de commerce fut occupée à partir de 1797 par Ventura Miguel Marcó del Pont y Ángel, consignataire de navires et, par ailleurs, trésorier des fonds envoyés par d’autres colonies pour lutter contre les offensives britanniques de 1806 et 1807. Il contribua au progrès de la culture et de l’éducation à Buenos Aires en œuvrant, conjointement avec d’autres grands notables de la Buenos Aires de l’époque, pour la création de l’Académie de géométrie et de dessin, dont il établit le règlement et qui fut installée au siège même du Consulat, à l’instar de l’École de navigation et de la milice urbaine du Tercio de Gallegos. En 1797, en tant que représentant des propriétaires terriens et des exploitants agricoles, les deux catégories principales de la vice-royauté, il adressa au roi Charles IV d’Espagne une supplique connue sous le titre de Defensa de los Hacendados frente al Monopolio de los de Cádiz (litt. Défense des propriétaires terriens face au monopole de ceux de Cadix) ou de Representación de los Hacendados, et conservée au musée Mitre à Buenos Aires. Dans ce mémoire, rédigé en collaboration avec Manuel Belgrano, il critique ledit monopole et plaide en faveur du libre échange.